# Francis Gossman
Francis Joseph Gossman, né le 1er avril 1930 à Baltimore, Maryland, États-Unis et mort le 12 août 2013 à Raleigh, États-Unis, est un prélat catholique américain. 

## Formation
Francis Joseph Gossman naît à  Baltimore de Frank et Genevieve (née Steadman) Gossman. Il étudie au St. Charles College d'Ellicott City puis au séminaire Sainte-Marie de Baltimore (en), dont il obtient un Bachelor's degree en 1952. Ensuite il va à Rome poursuivre ses études au collège pontifical nord-américain.

## Prêtre
Francis Joseph Gossman est ordonné prêtre le 17 décembre 1955 à Rome. Il obtient une licence de théologie de la Grégorienne en 1956. À son retour aux États-Unis, il entre l'école de droit canon de l'université catholique d'Amérique, recevant un doctorat en droit canon en juin 1959.
Il sert ensuite comme vice-chancelier de l'archidiocèse de Baltimore et vicaire à la basilique de l'Assomption jusqu'en 1968, lorsqu'il devient administrateur de la cathédrale de Marie-Notre-Reine. Il est élevé au rang honorifique de chapelain de Sa Sainteté le 27 juin 1965.

## Évêque auxiliaire de Baltimore
Le 15 juillet 1968, Mgr Gossman est nommé évêque auxiliaire de Baltimore dans le  Maryland et évêque titulaire (in partibus) d'Aguntum (de). Il est consacré le 11 septembre suivant par le cardinal Sheehan. Il est aussitôt appelé comme évêque vicaire pour le centre ville de Baltimore.

## Évêque de Raleigh
Mgr Gossman est nommé le 8 avril 1975 évêque de Raleigh. Il est co-consécrateur à la consécration épiscopale de Mgr Jugis, évêque de Charlotte, en octobre 2003. Après 31 ans d'épiscopat, il démissionne ayant atteint l'âge limite de 75 ans. Sa démission est acceptée par Benoît XVI le 8 juin 2006.
Il meurt d'une longue maladie le 12 août 2013, à 83 ans.

## Sources
- Profil sur Catholic hierarchy